# イスラエル情報コミュニティー
イスラエル情報コミュニティー（いすらえるじょうほうこみゅにてぃい、ヘブライ語：קהילת המודיעין הישראלית）とは、イスラエルの国家機関による情報共有体制（インテリジェンス・コミュニティー）。主に5つの情報機関で構成され、イスラエル国家や国民の安全保障に関わる対外諜報活動や防諜、軍事情報の情報交換や分析・評価の交換をしたり、各情報機関との連絡や調整を行う。イスラエル国会の外交防衛委員会付属の小委員会等、具体的にはさまざまな委員会がある。ヘブライ語読みは、ケヒラット・ハ-モディイン・ハ-イスラエリィート。

## メンバー
- 現在の構成機関
  - イスラエル諜報特務庁（ハ-モサッド・レ-モディイン・ウ-レ-タフキディム・メユハディム："モサッド"）首相府：対外諜報機関
  - イスラエル総保安庁（シェルート・ハ-ビタホン・ハ-クラリー："シャバック"）首相府：公安機関、秘密警察
  - イスラエル政治調査センター（ハ-メルカズ・レ-メフカル・メディニー："ママッド"）外務省：国際情勢調査分析機関
  - イスラエル警察捜査諜報局（アガーフ・ハ-ハキロット・ウ-モディイン）国内保安省：犯罪捜査及び抑止機関、局内のラハヴ433部(Lahav 433、通称"イスラエルのFBI"）の国際重大犯罪捜査課は公安任務も兼ねる。
  - イスラエル参謀本部諜報局（アガーフ・ハ-モディイン："アマーン"）国防省：軍事情報機関、電子･公開情報による政治経済情報収集分析、広報部にラジオ局保持、傘下に偵察部隊や情報部隊。
    - イスラエル空軍諜報部（ラハク・モディイン）

## 政治的
シオニストの間では諜報活動を表す用語として「政治的」という言葉が使われる。例えば、国際連盟イギリス委任統治領パレスチナのイシューヴ（ユダヤ人社会）の政府的存在であったユダヤ機関外交及び諜報部は政治局である。また、イシューヴの軍事組織ハガナーの情報局シャイの訓練センターは「政治学学校」と呼ばれた。イスラエル建国後では対外情報機関であるイスラエル諜報特務庁の前身となった外務省傘下の特務及び情報機関は政治局。第四次中東戦争後に強化された外務省の情報分析部門は政治調査センターである。

## 歴史
国際連盟イギリス委任統治領パレスチナのイシューヴ（ユダヤ人社会）ではハガナーが軍事部門を占め、諜報部門ではユダヤ機関政治局とハガナー情報局（シェルート・ハ-イェディオット：略称"シャイ"）が活動。

### 独立と第一次中東戦争
1948年5月14日にシオニスト達はユダヤ人国家の独立宣言を行う（イスラエル独立宣言）。同月26日にイスラエル国防軍が創設される。イスラエル国家独立と同時に第一次中東戦争勃発。当時アラブ連合国の中でイギリス軍による訓練が最も行き届いていたヨルダンの国王アブドゥッラー1世とユダヤ機関政治局の間で戦争を回避する密約の試みがあった。また、侵入してきたイラクやシリア軍とも大した戦闘は起こっていない。活発に動いたのはエジプト軍であった。

### シャイ解体と独立組織
国防軍創設直後の6月30日にシャイは解体。3つ情報機関に再編。高級紙ハアレッツの諜報専門家ヨッシー・メルマンYossi Melmanによると、この日イスラエルのインテリジェンス・コミュニティーが成立した。
- 外務省政治局（ハ-マフラカ・ハ-メディニィート）対外諜報機関。最高責任者が外務大臣特務問題顧問のルーヴェン・シロアッフ。局長はボリス・グリエルでシモン・ペレスの弟ギギー・ペレスも所属した。イスラエル諜報特務庁の前身。
- イスラエル保安庁（シェルート・ハ-ビタホン："シン・ベート"）創設直後は国防省傘下で1949年9月にイスラエル総保安庁（シャバック）と改名。1950年から首相府直轄組織となる。
- イスラエル参謀本部作戦局諜報課（マフラカット・ハ-モディイン："ママーン"）イスラエル参謀本部諜報局（アマーン）の前身。

### 第三次及び第四次中東戦争
1967年に起こった第三次中東戦争勝利を受けて、イスラエル政治指導部はイスラエル参謀本部諜報局（アマーン）の情報分析力に信頼を置いた。しかし、第三次中東戦争の成功体験が第四次中東戦争では裏目に出る。エジプト軍などの意図を見誤り、イスラエル国家存亡の危機に陥る。アマーンが情報・分析評価を誤ったのに対して、イスラエル諜報特務庁（モサッド）は適切な分析をしたが政治指導部はそれを軽視。さらに同時期、シモン・ペレスはエジプトに軍事顧問団を置くソビエト連邦関係者が家族をエジプトから脱出させているのを見て開戦と判断したが、イスラエル・ガリリーはその主張を退けた。
問題はアマーンの「情報分析・評価の独占」にあった。当時からアマーンは国防軍組織で在りながら政治経済分析など手を広げ過ぎて純軍事的判断が鈍った事が指摘された。その辺の事情は現在まで基本的に変わらず、元局長シュロモー・ガジートによると数々の批判に関わらず、現在もアマーンは国家的情報評価機関である。さらに最近も、ツィッピー・リヴニ元外相は外務省が軍事組織のアマーンから経済情報まで得るのは変だと指摘している。

### アグラナット委員会提言
第四次中東戦争後に情報機関全体の見直しの為にアグラナット委員会[:en][:he]が開かれた。同委員会の提案として、インテリジェンス・コミュニティーの情報分析・評価力の強化がある。
例えば、それまでイスラエル諜報特務庁には専門の情報分析評価部門が無く小規模なものに甘んじていたが、これを機会に分析局が新設された。また、アマーンでも各レベルで情報分析・評価力が強化された。さらに外務省には独自の情報分析部門であるイスラエル政治調査センターが設けられて、イスラエルのインテリジェンス・コミュニティーの特徴である複数評価主義（Pluralism）が形作られた。

## 情報機関の規模
イスラエル諜報特務庁要員数は1500人から2000人位と推定されている。イスラエル総保安庁要員数はそれをはるかに上回る。1967年のヨルダン川西岸等占領以前の時点で総保安庁は数百人の規模であった。後に要人警護、占領地区のアラブ人監視など様々な任務が加えられたので3～4千人位と推測される。また、両庁の母体のイスラエル参謀本部諜報局は7～8千人である。これら膨大な人員は徴兵制が有るからこそ、イスラエル規模の経済力で維持出来る。義務兵役を参謀本部諜報局で終えた優秀な人材は諜報特務庁や総保安庁の要員候補となる。参謀本部諜報局は盗聴など様々な電子情報や基礎的な公開情報を集めて諜報特務庁や総保安庁に提供。しかし、近年諜報特務庁はイスラエル参謀本部諜報局と様々な形で対立する事も多く、独自の電子情報収集システムを手に入れたがっているが経済的に厳しい。

## 文献
- 河合洋一郎訳、『イスラエル情報戦史』、並木書房、2015年
- 落合浩太郎編著、『インテリジェンスなき国家は滅ぶ　世界の情報コミュニティ』、亜紀書房、2011年